# American Le Mans Series 2008
American Le Mans Series 2008 kördes över 11 omgångar.

## LMP1
Lucas Luhr och Marco Werner vann titeln för Champion Racing, efter att ha vunnit 8 av 11 race i klassen och sex stycken i totalsammandraget.

### Delsegrare
| Bana             | Vinnare                                     | Märke |
| ---------------- | ------------------------------------------- | ----- |
| Sebring          | Rinaldo Capello Allan McNish Tom Kristensen | Audi  |
| Saint Petersburg | Lucas Luhr Marco Werner                     | Audi  |
| Long Beach       | Lucas Luhr Marco Werner                     | Audi  |
| Miller           | Lucas Luhr Marco Werner                     | Audi  |
| Lime Rock        | Lucas Luhr Marco Werner                     | Audi  |
| Mid-Ohio         | Lucas Luhr Marco Werner                     | Audi  |
| Road America     | Lucas Luhr Marco Werner                     | Audi  |
| Mosport Park     | Lucas Luhr Marco Werner                     | Audi  |
| Detroit          | Jon Field Clint Field Richard Berry         | Lola  |
| Road Atlanta     | Rinaldo Capello Allan McNish Emanuele Pirro | Audi  |
| Laguna Seca      | Lucas Luhr Marco Werner                     | Audi  |

### Slutställning
| Plats | Förare                              | Märke   | Poäng |
| ----- | ----------------------------------- | ------- | ----- |
| 1     | Lucas Luhr Marco Werner             | Audi    | 219   |
| 2     | Emanuele Pirro                      | Audi    | 159   |
| 3     | Jon Field                           | Lola    | 116   |
| 4     | Richard Berry                       | Lola    | 106   |
| 5     | Rinaldo Capello                     | Audi    | 105   |
| 6     | Clint Field                         | Lola    | 103   |
| 7     | Allan McNish                        | Audi    | 60    |
| 8     | Nicolas Minassian Stéphane Sarrazin | Peugeot | 46    |

## LMP2

### Delsegrare
| Bana          | Vinnare                        | Märke   |
| ------------- | ------------------------------ | ------- |
| Sebring       | Romain Dumas Timo Bernhard     | Porsche |
| St Petersburg | Romain Dumas Timo Bernhard     | Porsche |
| Long Beach    | David Brabham Scott Sharp      | Acura   |
| Miller        | Romain Dumas Timo Bernhard     | Porsche |
| Lime Rock     | David Brabham Scott Sharp      | Acura   |
| Mid-Ohio      | Romain Dumas Timo Bernhard     | Porsche |
| Road America  | Romain Dumas Timo Bernhard     | Porsche |
| Mosport Park  | David Brabham Scott Sharp      | Acura   |
| Detroit       | Franck Montagny James Rossiter | Acura   |
| Road Atlanta  | Ryan Briscoe Hélio Castroneves | Porsche |
| Laguna Seca   | Franck Montagny Tony Kanaan    | Acura   |

### Slutställning
| Plats | Förare                             | Märke   | Poäng |
| ----- | ---------------------------------- | ------- | ----- |
| 1     | Romain Dumas Timo Bernhard         | Porsche | 203   |
| 2     | David Brabham Scott Sharp          | Acura   | 162   |
| 3     | Patrick Long                       | Porsche | 129   |
| 4     | Sascha Maassen                     | Porsche | 121   |
| 5     | Butch Leitzinger Marino Franchitti | Acura   | 113   |
| 6     | Chris Dyson Guy Smith              | Acura   | 101   |
| 7     | Franck Montagny                    | Acura   | 90    |
| 8     | Adrián Fernández Luis Díaz         | Acura   | 88    |

## GT1

### Delsegrare
| Bana          | Vinnare                                    | Märke     |
| ------------- | ------------------------------------------ | --------- |
| Sebring       | Jan Magnussen Johnny O'Connell Ron Fellows | Chevrolet |
| St Petersburg | Olivier Beretta Oliver Gavin               | Chevrolet |
| Long Beach    | Jan Magnussen Johnny O'Connell             | Chevrolet |
| Miller        | Jan Magnussen Johnny O'Connell             | Chevrolet |
| Lime Rock     | Jan Magnussen Johnny O'Connell             | Chevrolet |
| Mid-Ohio      | Jan Magnussen Johnny O'Connell             | Chevrolet |
| Road America  | Jan Magnussen Johnny O'Connell             | Chevrolet |
| Mosport Park  | Jan Magnussen Johnny O'Connell             | Chevrolet |
| Detroit       | Olivier Beretta Oliver Gavin               | Chevrolet |
| Road Atlanta  | Jan Magnussen Johnny O'Connell             | Chevrolet |
| Laguna Seca   | Olivier Beretta Oliver Gavin               | Chevrolet |

### Slutställning
| Plats | Förare                          | Märke        | Poäng |
| ----- | ------------------------------- | ------------ | ----- |
| 1     | Jan Magnussen Johnny O'Connell  | Chevrolet    | 238   |
| 2     | Olivier Beretta Oliver Gavin    | Chevrolet    | 215   |
| 3     | Chapman Ducote Terry Borcheller | Aston Martin | 70    |
| 4     | Ron Fellows                     | Chevrolet    | 60    |
| 5     | Max Papis                       | Chevrolet    | 52    |
| 6     | Antonio García                  | Aston Martin | 23    |

## GT2

### Delsegrare
| Bana          | Vinnare                                    | Märke   |
| ------------- | ------------------------------------------ | ------- |
| Sebring       | Jörg Bergmeister Wolf Henzler Marc Lieb    | Porsche |
| St Petersburg | Dirk Müller Dominik Farnbacher             | Ferrari |
| Long Beach    | Dirk Müller Dominik Farnbacher             | Ferrari |
| Miller        | Jörg Bergmeister Wolf Henzler              | Porsche |
| Lime Rock     | Jörg Bergmeister Wolf Henzler              | Porsche |
| Mid-Ohio      | Dirk Müller Dominik Farnbacher             | Ferrari |
| Road America  | Dirk Werner Richard Westbrook Bryce Miller | Porsche |
| Mosport Park  | Mika Salo Jaime Melo                       | Ferrari |
| Detroit       | Jörg Bergmeister Wolf Henzler              | Porsche |
| Road Atlanta  | Mika Salo Jaime Melo                       | Ferrari |
| Laguna Seca   | Dirk Müller Dominik Farnbacher             | Ferrari |

### Slutställning
| Plats | Förare                              | Märke   | Poäng |
| ----- | ----------------------------------- | ------- | ----- |
| 1     | Jörg Bergmeister Wolf Henzler       | Porsche | 187   |
| 2     | Dirk Müller Dominik Farnbacher      | Ferrari | 175   |
| 3     | Johannes van Overbeek Patrick Pilet | Porsche | 137   |
| 4     | Mika Salo Jaime Melo                | Ferrari | 121   |
| 5     | Dirk Werner                         | Porsche | 98    |
| 6     | Seth Naiman                         | Porsche | 82    |